# Quadrosilan
Quadrosilan (INN, BAN) (tên thương hiệu Cisobitan; tên mã phát triển trước đây là KABI-1774) là một estrogen không steroid tổng hợp được phát triển vào những năm 1970 và được sử dụng như một tác nhân chống ung thư tuyến tiền liệt trong điều trị ung thư tuyến tiền liệt. Nó là một hợp chất organosilicon, và còn được gọi là 2,6-citoriphenylhexamethylcyclotetrasiloxane. Quadrosilan có hoạt tính estrogen tương đương với estradiol, và có thể tạo ra sự nữ tính hóa và gynecomastia như tác dụng phụ ở bệnh nhân nam.